# Alfonso Jordán
Alfonso Jordán (en occitano: Anfós Jordan; en francés: Alphonse Jourdain; en latín: Ildefonsus; 1103-1148) fue conde de Trípoli (1105-09), de Rouergue (1109-48) y de Tolosa, marqués de Provenza y duque de Narbona (1112-48, como Alfonso I).

## Vida
Fue el hijo de Raimundo IV de Tolosa con su tercera mujer, Elvira Alfónsez, y fue, por tanto, nieto de Alfonso VI de León. Nació en el castillo de Monte Peregrino en Trípoli mientras su padre participaba en la Primera Cruzada. Recibió el apellido «Jordán» después de ser bautizado en el Río Jordán.

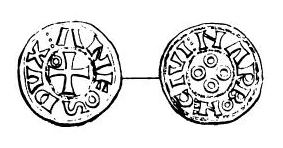
Un dinero acuñado en Narbona durante la minoría de Ermengarda (1134-43) portando en el anverso la inscripción DUX ANFOS y en el reverso CIVI NARBON

El padre de Alfonso murió cuando  tenía dos años de edad, por lo que quedó bajo la protección de su primo, Guillermo Jordán, conde de Cerdaña, hasta que cumplió los cinco años. En ese momento fue llevado a Europa, donde su medio hermano Beltrán de Tolosa le concedió el condado de Rouergue. A la muerte de Beltrán en 1112 Alfonso fue proclamado conde de Tolosa y marqués de Provenza. En 1114, el duque Guillermo de Poitiers invadió el condado de Tolosa y lo conquistó, reclamando los derechos de su mujer Filipa, hija del conde Guillermo IV. Alfonso recuperó una parte en 1119, pero no se hizo con el control de todo el condado hasta 1123. Cuando por fin lo consiguió,  fue excomulgado por el papa Calixto II por haber expulsado a los monjes de Saint-Gilles, que habían apoyado a sus enemigos.

Porción de Provenza obtenida por Alfonso Jordán.

Alfonso tuvo que defender sus derechos sobre Provenza contra el conde Ramón Berenguer III de Barcelona. La guerra no finalizó hasta que en septiembre de 1125 se acordó la «paz y concordia» (pax et concordia), por la cual la Provenza fue dividida entre «la casa tolosana y la barcelonesa». Al llegar a este punto, Alfonso era señor de las regiones situadas entre los Pirineos y los Alpes, la Auvernia y el mar. Su mandato, según un cronista, fue claramente positivo para la región, porque supuso un periodo de catorce años en los que florecieron las artes y la industria. En marzo de 1126, Alfonso estuvo en la corte de su primo Alfonso VII de León cuando accedió al trono. Según la Chronica Adefonsi Imperatoris, Alfonso Jordán y Suero Vermúdez tomaron las torres de la ciudad de León, que estaban en manos de nobles opositores, y se las entregaron a Alfonso VII. Entre quienes pudieron haber acompañado a Alfonso en alguna de sus múltiples estancias en Hispania estaría el trovador Marcabrú.
Aproximadamente en 1134 Alfonso capturó el vizcondado de Narbona y lo gobernó durante la minoría de edad de la vizcondesa Ermengarda, devolviéndoselo en 1143. En 1141 el rey Luis VII apoyó la reclamación de Filipa a instancias de su mujer, Leonor de Aquitania, llegando a asediar Tolosa, aunque sin resultado. Ese mismo año Alfonso Jordán estuvo otra vez en Hispania, haciendo una peregrinación a Santiago de Compostela, y propuso una tregua entre el rey de León y García Ramírez de Pamplona, que sería la base para las negociaciones posteriores.
En 1144 incurrió otra vez en las iras de la Iglesia por ponerse del lado de los ciudadanos de Montpellier en sus luchas contra su señor. En ese mismo año, 1144, fundó la ciudad de Montauban  En 1145 Bernardo de Claraval le dirigió una carta lleno de preocupación sobre un hereje llamado Enrique de Lausana, en la diócesis de Tolosa. Bernardo incluso fue allí para predicar contra la herejía, una expresión temprana de catarismo. Fue excomulgado por segunda vez; pero en 1146 tomó la cruz (es decir, se hizo cruzado) en una reunión convocada por Luis VII en Vézelay. En agosto de 1147 se embarcó para Oriente Próximo en la Segunda Cruzada. Por el camino se demoró en Italia y probablemente en Constantinopla, donde pudo haber conocido el emperador Manuel I.
Alfonso finalmente llegó a Acre en 1148; pero había hecho muchos enemigos entre sus compañeros, y estaba destinado a no participar en la cruzada. Murió en Cesarea, y hubo acusaciones de que había sido envenenado por Leonor de Aquitania, la mujer de Luis, o por Melisenda de Jerusalén, madre del rey Balduino III de Jerusalén.

## Matrimonios y descendencia
Se había casado en 1125 con Faydiva d'Uzès, que le dejó dos hijos legítimos: Raimundo, que le sucedió (Raimundo V de Tolosa), y Alfonso. Su hija Faidiva de Tolosa (que murió en 1154) se casó con el conde Humberto III de Saboya. Dejó otras dos hijas: Agnes, hija legítima que murió en 1187, y la ilegítima Laurentia, Laura o Adelaida que fue casada con el conde Bernardo III de Cominges.